# Нощният управител (сериал)
„Нощният управител“ (на английски: The Night Manager) е британско-американски шпионски сериал, базиран на едноименния роман от 1993 г. на Джон льо Каре. Първият сезон се състои се от шест едночасови епизода, които са режисирани от Сузане Биер по сценарий на Дейвид Фар. Премиерата е на 21 февруари 2016 г. по BBC One.
През февруари 2023 г. е обявено, че има втори сезон в процес на разработка. През април 2024 г. става ясно, че BBC и Amazon Prime Video са поръчали втори и трети сезон, като Том Хидълстън ще се завърне в главната роля, а Хю Лори ще е изпълнителен продуцент.

## Актьорски състав
- Том Хидълстън – Джонатан Пайн / Андрю Бърч
- Хю Лори – Ричард Роупър
- Оливия Колман – Анджела Бър
- Том Холандър – Ланс Коркоран
- Елизабет Дебики – Джед Маршал
- Алистър Петри – Санди
- Наташа Литъл – Карълайн
- Дъглас Ходж – Рекс Мейхю
- Дейвид Хеърууд – Джоел Стедман
- Тобайъс Мензийс – Джефри Дромгул
- Антонио де ла Торе – Хуан Апостол

## Епизоди
| № | № | Заглавие | Режисура    | Сценарий   | Първо излъчване     | Първо излъчване в България | Рейтинг (в милиони) |
| - | - | -------- | ----------- | ---------- | ------------------- | -------------------------- | ------------------- |
| 1 | 1 | 1        | Сузане Биер | Дейвид Фар | 21 февруари 2016 г. | април 2018 г.              | 10,18               |
|   |   |          |             |            |                     |                            |                     |
| 2 | 2 | 2        | Сузане Биер | Дейвид Фар | 28 февруари 2016 г. | април 2018 г.              | 10,19               |
|   |   |          |             |            |                     |                            |                     |
| 3 | 3 | 3        | Сузане Биер | Дейвид Фар | 6 март 2016 г.      | април 2018 г.              | 9,74                |
|   |   |          |             |            |                     |                            |                     |
| 4 | 4 | 4        | Сузане Биер | Дейвид Фар | 13 март 2016 г.     | април 2018 г.              | 9,61                |
|   |   |          |             |            |                     |                            |                     |
| 5 | 5 | 5        | Сузане Биер | Дейвид Фар | 20 март 2016 г.     | април 2018 г.              | 9,67                |
|   |   |          |             |            |                     |                            |                     |
| 6 | 6 | 6        | Сузане Биер | Дейвид Фар | 27 март 2016 г.     | април 2018 г.              | 9,90                |
|   |   |          |             |            |                     |                            |                     |

## В България
В България сериалът започва на 2 април 2018 г. по БНТ 1, всеки делник от 22:00. На 22 януари 2021 г. започва повторно излъчване, всеки делник от 22:00 и завършва на 2 февруари. На 9 юли започва още веднъж, всеки делник от 22:00. Епизодите са изрязани така, че вместо да бъдат шест по 60 минути, са осем по 45 минути. Ролите се озвучават от артистите Татяна Захова, Лина Златева, Даниел Цочев, Илиян Пенев и Виктор Танев. Преводът е на Ралица Ботева, а режисьор на дублажа е Елена Русалиева.